# Giovanni Battista Costanzi
Giovanni Battista Costanzi (né le 3 septembre 1704 à Rome et mort dans cette même ville le 5 mars 1778) est un compositeur et un violoncelliste italien. De son vivant, il était généralement connu sous les surnoms de Giovannino del Violoncello ou Giovannino da Roma.

## Biographie
Costanzi a probablement été élève de Giovanni Lorenzo Lulier. En 1721, il entre au service du cardinal Pietro Ottoboni, d'abord comme aiuto da camera, puis, en 1737, il succède à Arcangelo Corelli, comme capo d'istrumenti. 
En 1727, il fait ses débuts à l'opéra avec L'amor generoso au Teatro Capranica de Rome, mais il obtient son premier grand succès avec son opéra Carlo Magno en 1729, année où il est nommé, grâce toujours aux recommandations du cardinal Ottoboni, maestro di cappella dans les plus importantes églises romaines : en 1729, à Saint-Louis-des-Français, en 1743, à San Marco et à Santa Maria in Vallicella et enfin, en 1755, il devient directeur de la Cappella Giulia à Saint Pierre, où il succède à Niccolò Jommelli. À cette époque, il jouit d'une excellente réputation de musicien qui lui vaut divers honneurs, comme la présidence de la Congregazione di Santa Cecilia à Rome en 1740, 1754 et 1769. Parmi ses élèves se compte le célèbre Luigi Boccherini qui étudie avec lui en 1757.
Costanzi est un des compositeurs les plus prolifiques du XVIIIe siècle, mais seule une petite partie de ses œuvres nous est parvenue. Jusqu'en 1740, il compose surtout de la musique vocale profane, mais, par la suite, il s'est surtout consacré à la musique sacrée. Comme l'a rapporté le compositeur français André-Ernest-Modeste Grétry, il était à Rome en son temps le compositeur de musique sacrée le plus admiré.
Cependant ses compositions les plus importantes concernent la musique instrumentale, notamment ses œuvres pour violoncelle qui ont fait sa renommée. Ses nombreuses sonates et sinfonies pour violoncelle, ou pour duo de violoncelles seuls, ou encore pour duo violon et violoncelle, se conforment parfois au schéma de la sonata da chiesa, mais à l'occasion les mouvements se rapprochent plutôt du schéma de la sonata da camera.

## Œuvres

### Musique vocale
- Roma giuliva (livret de Gaetano Lemer, 1721, Rome)
- La Fenice (cantata per 3 voci, livret de Domenico Lalli, 1726, Venise)
- L'amor generoso (dramma per musica, livret de Apostolo Zeno/Giuseppe Polvini, 1727, Rome)
- Carlo Magno (festa teatrale, livret de Pietro Ottoboni, 1728, Rome)
- Componimento da cantarsi nel giorno onomastico della imperatrice Elisabetta Cristina (1729, Rome)
- Rasmene (favola drammatica, livret de Giuseppe Polivni, 1729, Rome)
- L'Eupatra (dramma per musica, livret de Giovanni Faustini, 1730, Rome)
- La Pertenope (dramma per musica, livret de Silvio Stampiglia, 1734, Rome)
- La Flora (dramma pastorale, 1734, Rome)
- Componimento drammatica per comandamento di S. E. il Duca di Saint'Aignon (livret de Niccola Coluzzi, 1737, Rome)
- Il tionfo della pace (componimento drammatico, livret de Girolamo Melano, 1739, Rome)
- Il Telemaco (1741, Rome)
- Il Vesuvio (livret de Antonio Passeri, 1741, Rome)
- Componimento del giorno natalizio di Don Carlo di Borbone (livret de Gioacchino Pizzi, 1742, Rome)
- La Nisa (componimento drammatico, livret de Antonio Passeri, 1742, Rome)
- Cantata a 3 voci, avec des violons, trompettes, hautbois et cors de chasse (livret de Pietro Metastasio, 1743, Rome)
- Componimento per musica da cantarsi nel giorno natalizio di Maria Amalia Walburga (1743, Rome)
- L'asilo delle virtù (componimento per musica, 1744, Rome)
- La speranza della terra (1744, Rome)
- L'Iride (cantate, 1745, Rome)
- Enea in Cuma (cantate, 1746, Rome)
- Intermezzi in musica (livret de Giovanni Battista Palladio, 1746, Rome)
- Amor prigioniero (azione teatrale, livret de Gioacchino Pizzi, 1752, Rome)

### Musique sacrée
- Ave Maria
- Cantate per Natale (1723)
- Christus factum est
- Dixit Dominus en si bémol majeur

### Musique instrumentale
- De nombreuses sonates et sinfonies pour violoncelle et basse continue, outre quelques sonates pour duo de violoncelles seuls ou pour duo violon et violoncelle.
- Six sonates pour violon et violoncelle avec basse continue écrites en collaboration avec Nicola Porpora

## Enregistrements
- Cantata per Natale - Silvia Frigato, soprano ; Elena Biscuola, contralto ; Alessio Tosi, ténor ; Ensemble Gambe Di Legno (décembre 2011, Fra Bernardo) (OCLC 1096332905)
- Les motets Christus factum est et Dixit Dominus, dans Princely Splendor - Choral Works from 18th-century Rome - Harmonia Sacra, dir. Peter Leech (13-14 juillet 2013, Nimbus) (OCLC 884318121) — avec d'autres œuvres d'Alessandro Scarlatti et Giovanni Giorgi
- L'aria Per due pupille belle, tiré de l'opéra L'Eupatra, dans Arias pour Domenico Gizzi - Roberta Invernizzi, soprano ; I Turchini, dir. Antonio Florio (5-8 février 2014, Glossa) (OCLC 905224196) — avec d'autres œuvres de Leonardo Vinci, Alessandro Scarlatti, Giuseppe Ottavio Pitoni, etc.
- Sonate per violoncello, Sonates pour violoncelle et basse continue, Sonates à deux violoncelles - Giovanni Sollima et Minika Leskovar, violoncelles ; Ariana Art Ensemble : Andrea Rigano, violoncelle ; Paolo Rigano, archiluth ; Cinzia Guarino, clavecin (octobre 2015, Glossa) (OCLC 995225503)
- Porpora et Constanzi, 6 Sonates pour violoncelle - Adriano Maria Fazio, violoncelle ; Katarzyna Solecka (Brilliant Classics, 2016) (OCLC 1010042464)
- Sinfonie per violoncello - Giovanni Sollima et Minika Leskovar, violoncelles ; Ariana Art Ensemble (avril 2016 et janvier 2017, Glossa) (OCLC 1055255378)